# Rejon porzecki
Rejon porzecki (biał. Парэцкі раён, Parecki rajon) – istniejący w 1940 roku rejon w północno-zachodniej części Białoruskiej SRR, w obwodzie białostockim. Utworzony został przez władze radzieckie 15 stycznia 1940 roku na okupowanym terytorium północno-wschodniej części powiatu grodzieńskiego województwa białostockiego II Rzeczypospolitej.
25 listopada tego samego roku rejon został zlikwidowany, gdy władze radzieckie przekazały część jego ziem (obszar dawnej gminy Marcinkańce i miasto Druskieniki) Litewskiej SRR. Z pozostałego obszaru sielsowiety: Lichacze, Plebaniszki, Porzecze i Przewałka włączono w skład rejonu grodzieńskiego, a sielsowiety: Berszty i Nowa Ruda – w skład rejonu skidelskiego Białoruskiej SRR.
Rejon porzecki był jednostką administracyjną istniejącą de facto, legalną z punktu widzenia władz ZSRR. Z punktu widzenia prawa międzynarodowego jej utworzenie było nielegalne, a jej obszar stanowił część terytorium II Rzeczypospolitej pod okupacją ZSRR.